# Notomulciber basimaculatus
Notomulciber basimaculatus är en skalbaggsart som beskrevs av Stefan von Breuning och De Jong 1941. Notomulciber basimaculatus ingår i släktet Notomulciber och familjen långhorningar. Inga underarter finns listade i Catalogue of Life.